# Stora Ammsjön
Stora Ammsjön är en sjö i Hylte kommun i Halland och ingår i Nissans huvudavrinningsområde.